# Johan Ramstedt
Johan Ramstedt (Estocolmo, 7 de Novembro de 1852 — Estocolmo, 15 de Março de 1935) foi um político da Suécia. Ocupou o lugar de primeiro-ministro da Suécia de 13 de Abril de 1905 a 2 de Agosto de 1905.

## Biografia
Johan Ramstedt nasceu em Estocolmo, filho do fabricante de roupas Reinhold Ramstedt e sua esposa Maria Sofia Haeggström. Ele frequentou a Universidade de Uppsala, onde se formou em Estudos Governamentais em 1873, após o qual estagiou no Tribunal de Apelação de Svea em Estocolmo. Em 1878 ele se casou com Henrika Charlotta Torén. Ele se tornou oficial interino do Tribunal de Apelação em 1880, membro associado em 1882 e membro titular do Tribunal de Apelação em 1884.
Ramstedt foi nomeado notário do governo na 2ª Câmara do parlamento sueco em 1876 e depois na 1ª Câmara de 1877 a 1882. Foi transferido para o Ministério da Justiça em 1892, após o que foi promovido a Chefe do Departamento de Justiça em 1896 até 1898, quando foi nomeado Conselheiro de Justiça da Suprema Corte da Suécia.
Em 1902, o recém-eleito primeiro-ministro Erik Gustaf Boström convocou Ramstedt para se juntar ao seu gabinete. Sob Boström, Ramstedt atuou como Ministro das Relações Exteriores. Boström renunciou ao cargo de primeiro-ministro devido à crise da União Sueco-norueguesa de 1905, quando Ramstedt foi nomeado primeiro-ministro. Junto com o príncipe herdeiro Gustav foi elaborado um plano para permitir que os noruegueses saíssem da União com a ressalva de que os noruegueses sairiam da União sem o envolvimento do Parlamento norueguês. No entanto, o plano nunca se concretizou, pois o Parlamento norueguês dissolveu a União em 7 de junho. O governo de Ramstedt fez uma proposta ao Parlamento sueco, onde no Parlamento deveria conceder ao governo o poder de negociar os termos da dissolução da União com os noruegueses. Um comitê secreto liderado pelo líder protecionista da 1ª Câmara, Christian Lundeberg, rejeitou a proposta do governo que levou à renúncia de Ramstedt e de todo o seu gabinete, algo que não acontecia desde 1809.
Ramstedt foi renomeado Conselheiro de Justiça pelo seu sucessor, o Primeiro-Ministro Lundeberg, e em 1909 tornou-se o primeiro Conselheiro de Governo do recém-criado Supremo Tribunal Administrativo. Em 1912, Ramstedt foi nomeado governador supremo de Estocolmo pelo primeiro-ministro Staaff. Em 1920, Ramstedt se aposentou e viveu pacificamente até sua morte em 1935.